# 玉木林太郎

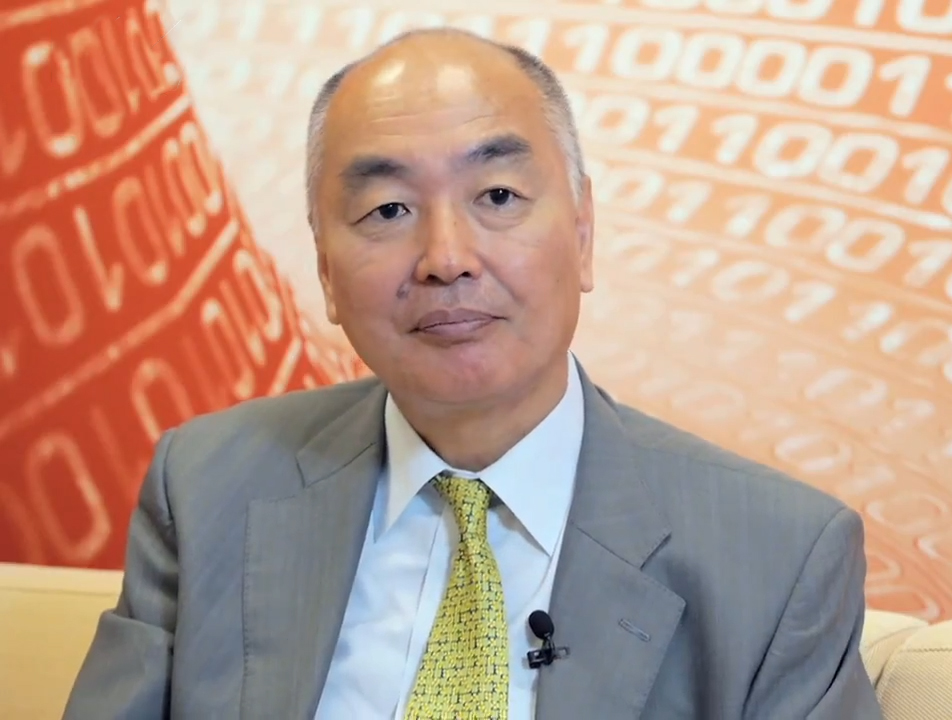
玉木 林太郎

玉木 林太郎（たまき りんたろう、1953年（昭和28年）- ）は、日本の財務官僚。財務省国際局長、財務官、経済協力開発機構（OECD）事務次長を経て、公益財団法人国際金融情報センター理事長。東京都出身。父は元防衛施設庁長官の玉木清司。中川昭一は麻布高校の同期。血液型はA型。

## 略歴
- 1972年（昭和47年）3月 麻布高等学校卒業[4]
同期に中川昭一など。
- 1976年（昭和51年）3月 東京大学法学部第3類（政治コース）卒業[4]
- 1976年（昭和51年）4月 大蔵省入省（国際金融局国際機構課）
- 1977年（昭和52年）9月 大蔵省大臣官房調査企画課
- 1978年（昭和53年）6月 派遣職員（経済協力開発機構経済統計局）[5]
- 1980年（昭和55年）7月 主税局国際租税課租税協定第一係長[6]
OECD租税委員会を担当。書記官が生ガキで倒れたことにより、急遽代役で当時ほとんど例のない係長の海外出張を繰り返し行っていた[7]。
- 1982年（昭和57年）7月 札幌国税局苫小牧税務署長
- 1983年（昭和58年）7月 派遣職員（経済協力開発機構金融企業局）[5]
- 1986年（昭和61年）6月 証券局総務課課長補佐（企画担当）[8]
- 1987年（昭和62年）7月 証券局業務課課長補佐
- 1988年（昭和63年）6月 主計局主計官補佐（総理府第1係主査）
- 1990年（平成2年）7月 国際金融局国際機構課課長補佐（総括・企画担当）[9]
- 1991年（平成3年）7月 大臣官房企画官兼国際金融局総務課
- 1992年（平成4年）7月 大臣官房秘書課財務官室長
- 1993年（平成5年）7月 大臣官房企画官兼主税局税制第1課
- 1994年（平成6年）6月 派遣職員（国際復興開発銀行）
- 1997年（平成9年）7月 国際金融局国際機構課長
国際機構課長となって最初の仕事はタイの通貨基金を救うためのタイ支援会合だった[10]。
- 1998年（平成10年）6月 国際局開発機関課長
開発金融機関を担当[10]。
- 2000年（平成12年）7月 国際局開発政策課長
- 2002年（平成14年）7月 外務省在アメリカ合衆国日本国大使館公使
- 2005年（平成17年）10月3日 財務省大臣官房審議官
- 2006年（平成18年）7月28日 国際局次長
- 2007年（平成19年）7月10日 国際局長
- 2009年（平成21年）7月14日 財務官
- 2011年（平成23年）7月7日 経済協力開発機構事務次長[11]
- 2017年（平成29年）10月1日 公益財団法人国際金融情報センター理事長
- 2018年（平成30年）6月28日 東海東京証券株式会社社外取締役[12]
- 2025年（令和7年）4月29日 瑞宝重光章受章[13]

## 人物
- 国内政治や国際政治、金融行政、金融政策、国際金融などの分野のほか、環境政策にも詳しく[14]、かねてより脱炭素を主張している。日本で環境問題を正面から取り上げている政党がなかったことを批判している[15]。
- 経済システムの構造変化はデモグラフィ（人口動態）、テクノロジー、気候変動の3つが大きな柱だとしている[15]。
- 中学生の頃から朝から晩までクラシック音楽を聴く生活を続けている[16]。
- フランスでの生活が長くワインを毎日1本程度は飲んでいる。日本ソムリエ協会のシニア・ソムリエの資格も有している[16]。
- 2009年2月14日、中川昭一財務大臣兼金融担当大臣（肩書きは当時、以下同）のローマで行われたG7の財務大臣・中央銀行総裁会議後の朦朧記者会見直前に、宿泊先のザ・ウェスティン・エクチェルシオール・ローマ1階のレストラン「ドネイ」で中川大臣ら数人と会食する。同席したのは、中川大臣の秘書官、二名の財務省職員、読売新聞東京本社経済部の女性記者、イタリア人通訳および大臣の友人であると衆議院予算委員会において証言している[17]。